# Thamnophilus amazonicus
A Thamnophilus amazonicus a madarak osztályának verébalakúak (Passeriformes) rendjébe és a hangyászmadárfélék (Thamnophilidae) családjába tartozó faj.

## Rendszerezése
A fajt Philip Lutley Sclater angol ügyvéd és zoológus írta le 1858-ban.

## Alfajai
- Thamnophilus amazonicus amazonicus P. L. Sclater, 1858
- Thamnophilus amazonicus cinereiceps Pelzeln, 1868
- Thamnophilus amazonicus divaricatus Mees, 1974
- Thamnophilus amazonicus obscurus Zimmer, 1933
- Thamnophilus amazonicus paraensis Todd, 1927[2]

## Előfordulása
Dél-Amerikában, Bolívia, Brazília, Ecuador, Francia Guyana, Guyana, Kolumbia, Peru, Suriname és Venezuela területén honos. Természetes élőhelyei a szubtrópusi vagy trópusi síkvidéki esőerdők, mocsári erdők, száraz erdők és szavannák. Állandó, nem vonuló faj.

## Megjelenése
Testhossza 14 centiméter, testtömege 17–21 gramm.
|  |

## Életmódja
Rovarokkal táplálkozik.

## Szaporodása
|  |

## Természetvédelmi helyzete
Az elterjedési területe rendkívül nagy, egyedszáma pedig stabil. A Természetvédelmi Világszövetség Vörös listáján nem fenyegetett fajként szerepel.